# 일요음악특급
《이승재의 일요음악특급》은 ubc Green FM(FM 92.3MHz)에서 매주 일요일 오후 4시에 방송 중인 울산 지역 라디오 음악 프로그램이다.

## 개요
격주 동안 보이는 라디오로 방송되었으나 현재는 종영되어 녹음 방송으로 방송한다.

## DJ
- 이승재 ubc 아나운서